# Auvet-et-la-Chapelotte
Auvet-et-la-Chapelotte is een gemeente in het Franse departement Haute-Saône (regio Bourgogne-Franche-Comté) en telt 246 inwoners (2011). De plaats maakt deel uit van het arrondissement Vesoul.

## Geografie
De oppervlakte van Auvet-et-la-Chapelotte bedraagt 14,1 km², de bevolkingsdichtheid is 17,4 inwoners per km².
De onderstaande kaart toont de ligging van Auvet-et-la-Chapelotte met de belangrijkste infrastructuur en aangrenzende gemeenten.

## Demografie
Onderstaande figuur toont het verloop van het inwonertal (bron: INSEE-tellingen).